# Xenortholitha exacta
Xenortholitha exacta là một loài bướm đêm trong họ Geometridae.